# NGC 3903
NGC 3903 é uma galáxia espiral barrada (SBc) localizada na direcção da constelação de Centaurus. Possui uma declinação de -37° 31' 02" e uma ascensão recta de 11 horas, 49 minutos e 03,3 segundos.
A galáxia NGC 3903 foi descoberta em 21 de Abril de 1835 por John Herschel.